# Aricidea monicae
Aricidea monicae är en ringmaskart som beskrevs av Laubier 1967. Aricidea monicae ingår i släktet Aricidea och familjen Paraonidae. Inga underarter finns listade i Catalogue of Life.